# Fredericia Havn
Fredericia Havn (Port of Fredericia) er en erhvervshavn beliggende i Fredericia.
Havnen, der blev etableret i 1808, er Danmarks største, målt på godsomsætning.
Siden 1. januar 2000, har havnen været en del af ADP som er en sammenslutning af Fredericia, Nyborg, og senere Middelfart havn. Ejerskabet fordeles på følgende måde: Fredericia Kommune (89%), Nyborg Kommune (10,6%), Middelfart Kommune (0,4%).
På havnen ligger bl.a. grovvareselskabet DLG, gødnings-virksomheden Dan Gødning, salt-virksomhederne Brøste og GC Rieber Salt, shipping selskaberne Fredericia Shipping og DK Shipping, olie, gas og kemikalier-selskaberne Shell, Samtank, og Yara chemicals.

## Kapacitet
- Vanddybde på 15 meter. [3]
- 585.000 m2 havneareal. [3]
- 4 Ro/Ro lejer.
- 7 Portalkraner fra Århus Maskinfabrik.
- 3 Mobilkraner fra Gottwald Port Technology.
- 1 Mindre mobilkran.

## Forretningsområder
- Tør bulk
- Containertrafik
- RO/RO
- Stykgods
- Flydende bulk
- Projektlast

## Faste Fragtruter
| Destination         | Afgange         | Rederi        | Agent               | Land     | Type      |
| ------------------- | --------------- | ------------- | ------------------- | -------- | --------- |
| Klaipeda            | 2 gange pr. uge | DFDS Tor Line | DFDS Tor Line       | Litauen  | Ro/ro     |
| Hamborg/Bremerhaven | 2 gange pr. uge | Unifeeder     | Fredericia Shipping | Tyskland | Container |
| Hamborg/Bremerhaven | 1 gang pr. uge  | Team Lines    | Fredericia Shipping | Tyskland | Container |
| Hamborg             | 1 gang pr. uge  | Green Feeder  | Fredericia Shipping | Tyskland | Container |
| Hamborg             | 1 gang pr. uge  | CMA CGM       | Fredericia Shipping | Tyskland | Container |
| Antwerpen           | 1 gang pr. uge  | MSC           | Fredericia Shipping | Belgien  | Container |